# Ein gelber Schmetterling namens Sphinx
Ein gelber Schmetterling namens Sphinx (frz. Un papillon jaune appelé Sphinx) ist ein Briefdrama des französischen Dramatikers Christian Palustran, das 1988 im Caveau de la Roëlle in Nancy zum ersten Mal von Patrick Schoenstein inszeniert wurde.

## Inhalt
Das Werk besteht aus dreiunddreißig Briefen. Sie sind in drei Teile gegliedert, die den drei Trimestern des Schuljahres entsprechen.
Ein unbekannter Schüler schreibt seiner Mathematiklehrerin, um ihr eine Algebrafrage zum Thema „Unendlichkeit“ zu stellen. Der Schüler unterschreibt mit „X“ und bittet sie, ihre Antwort in den Aufgabenstapel zu legen, den sie nach der Korrektur verteilt. Zuerst ist sie sehr zurückhaltend, doch nach und nach findet sie Gefallen an dieser Korrespondenz.
Sie erzählt von ihren Disziplinproblemen mit der Klasse, von der antidepressiven Behandlung, die sie bekommt, von ihrem Privatleben und von den Gründen, warum sie keine gelbe Brosche in Form eines Schmetterlings mehr an ihrer Jacke trägt.
Sie hat die Idee, mehr und mehr Hausaufgaben zu geben, damit ihre Korrespondenz häufiger wird. Dies bringt sie in Schwierigkeiten mit den Eltern und dem Schulleiter. Kurz gesagt, sie steht unter dem Einfluss von X, der das spürt und manchmal bewusst schweigt. Sie kann diese Lage nicht länger ertragen und bittet ihn, seine Identität zu offenbaren.

## Analyse
Beim Schreiben dieses Textes erklärt Christian Palustran, dass er sich der Herausforderung gestellt habe, „ein Drama zu schreiben, das ausschließlich aus Briefen besteht, mit Emotionen und Wendungen, die den Zuschauer in Atem halten“. Jedoch, laut der Kritik der Zeitung L'Est Républicain, „ist es nicht wirklich ein Drama. Man könnte fast sagen, dass es sich um eine briefpolizeiliche Untersuchung handelt“. Andererseits sieht Arielle Gondonneau in der Zeitschrift Vivre à Yvetôt das Stück als „ein intimes Drama, in dem die unruhigen und komplizierten Gefühle der Teenager fließen, hin- und hergerissen zwischen Revolte und Leidenschaft, zwischen Verzweiflung als Bescheidenheit getarnt und zynischer Arroganz.“  Das Werk beurteilt weder die Lehrerin noch den Schüler. Es erzählt einfach, wie die Briefe ihre beiden Leben verändern werden.

## Geschichte
Dieses Werk repräsentierte 1988 Frankreich auf der Estivades IATA in Marche-en-Famenne (Belgien).
1990 wurde es in Charleroi (Belgien) und 1991 in Spanien beim Valladolid Universitätsfestival vom Théâtre du Belvédère aufgeführt, und ebenfalls 1991 am französischen Nationalen Dramenzentrum für Jugend (CDEJ), in einer Inszenierung von François Gérard.
Es wurde von 1990 bis 1996 in verschiedenen Städten Frankreichs aufgeführt: Pau (1990), Yvetôt (1996).  Im Jahr 2009 folgte eine Inszenierung durch Séverine Gaubert in Mainvilliers-Chartres, sowie 2013 durch Nadine Hermet in Paris, Espace Beaujon, i.
Das Werk wurde in einer dreisprachigen französisch-englisch-italienischen Ausgabe veröffentlicht und ist eines der Stücke, die für das Buch Répertoire du théâtre contemporain de langue française von Claude Confortès als Vertreter des zeitgenössischen französischen Theaters ausgewählt wurden.
Es wurde in weitere Sprachen übersetzt und zum Beispiel 2003 im Baïa Mare Theater (Teatrul Municipal Baia Mare), Bukarest (Rumänien) aufgeführt (Inszenierung von Gavril  Pinte). Eine weitere Inszenierung (von Josh Edelmann) erfolgte 2006 in New York City durch das New Loft Ensemble am Street Repertory Theatre.
Es wurde auch in Blindenschrift transkribiert.

## Veröffentlichungen und Übersetzungen
- Un papillon jaune appelé Sphinx, A Yellow butterfly Called Sphinx, Una farfalla gialla chiamata Sfinge  La Fontaine, 2002. Dreisprachige Ausgabe in Französisch, Englisch und Italienisch[16]